# Flóahreppur
Flóahreppur is een gemeente in het zuiden van IJsland in de regio Suðurland. De gemeente ontstond in juni 2006 door het samenvoegen van de gemeentes Hraungerðishreppur, Villingaholtshreppur en Gaulverjabæjarhreppur.
Vestmannaeyjabær · Árborg · Mýrdalshreppur · Skaftárhreppur · Ásahreppur · Rangárþing eystra · Rangárþing ytra · Hrunamannahreppur · Hveragerðisbær · Ölfus · Grímsnes- og Grafningshreppur · Skeiða- og Gnúpverjahreppur · Bláskógabyggð · Flóahreppur